# Sambalanço

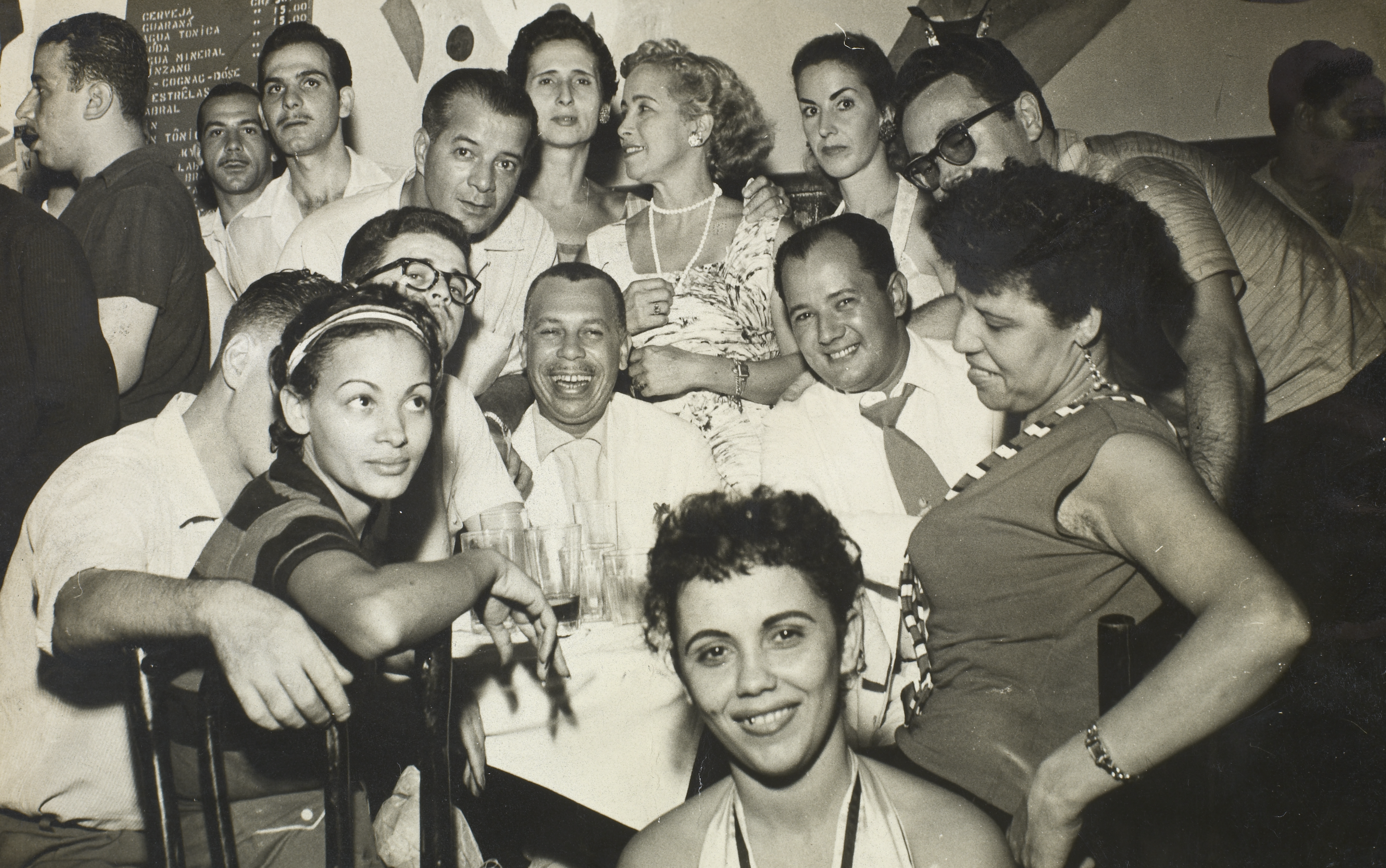
Haroldo Barbosa en 1957.

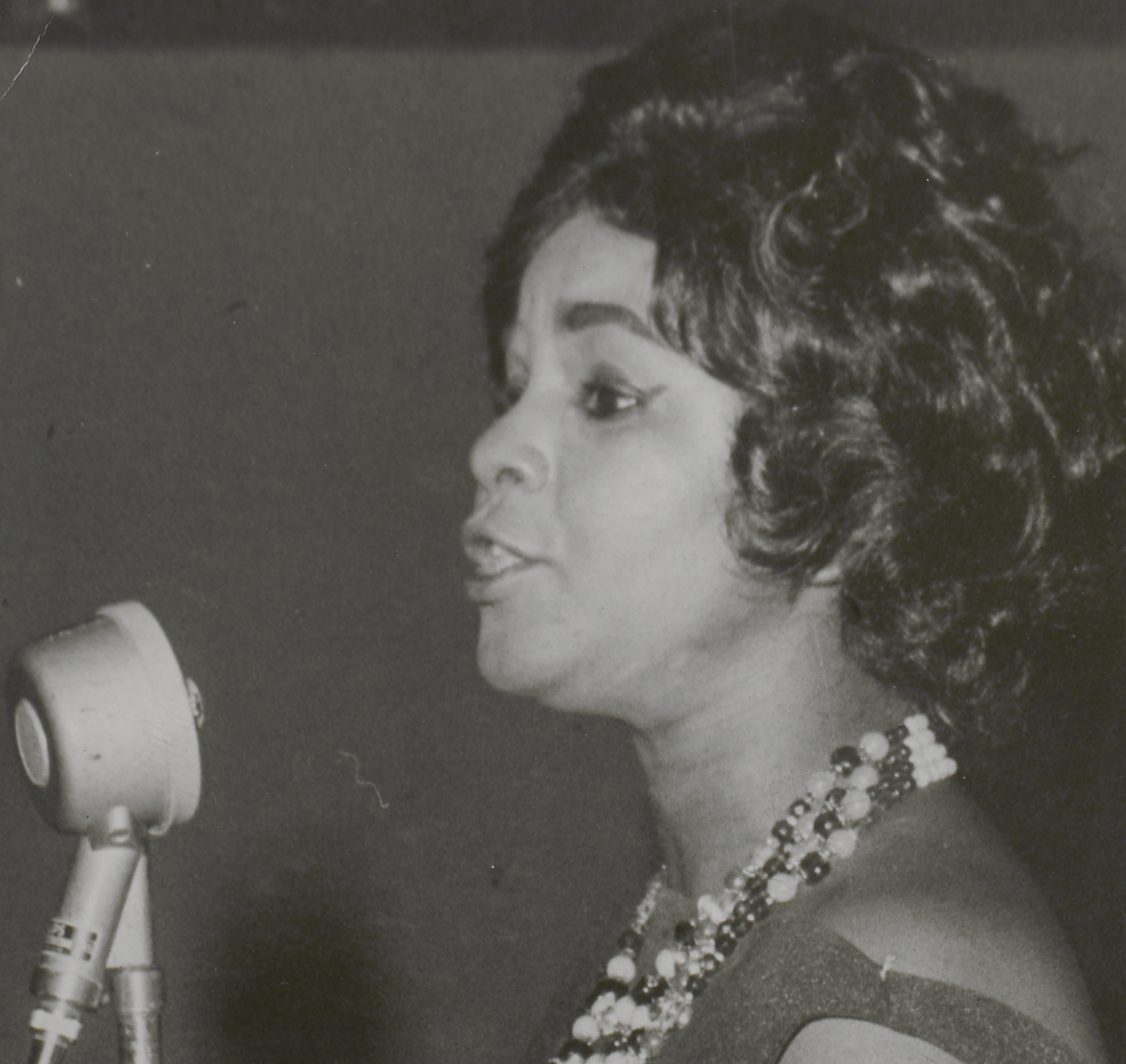
Elza Soares en 1964.

Dóris Monteiro et Miltinho en 1972.

Genres dérivés
Samba jazz et samba rock
Genres associés
Bossa nova
La sambalanço (de samba et balanço — swing) est un sous-genre musical dérivé de la samba qui s'est développé du début des années 1950 au milieu des années 1960 au Brésil, en particulier dans ses deux plus grands centres, São Paulo et Rio de Janeiro. Il reflète les changements par lesquels ce genre est passé après la Seconde Guerre mondiale pour répondre aux nouvelles exigences culturelles apportées par l'urbanisation du pays. Ayant des racines dans la samba, en particulier la samba-exaltação, et modifié par l'infusion de nouveaux éléments provenant du jazz américain et des rythmes caribéens — ces derniers notamment dans le rôle joué par les instruments à vent —, les artistes de sambalanço ont développé un son extrêmement rythmé et dansant, avec des thèmes extravertis et humoristiques.

## Étymologie
Au Brésil, l'origine du terme « samba » est discutée, mais on pense notamment qu'elle était une dérivation de semba (en kimbundu, une langue de l'Angola ou du Kongo, d'où venaient la plupart des esclaves du Brésil), un genre musical d'Angola qui veut dire en portugais : umbigada, soit littéralement « coup de nombril » ou « mouvement du nombril », qui est le mouvement que fait un danseur au centre du cercle pour en appeler un autre ; selon Edison Carneiro, c'est justement ce mouvement qui caractérise pratiquement toutes les variantes de la samba,.
La première utilisation du mot samba dans la presse brésilienne se trouverait dans le Diario de Pernambuco en 1830 : le terme est y documenté dans une note s'opposant à l'envoi de soldats à l'intérieur du Pernambouc comme mesure disciplinaire, parce qu'ils pourraient y être oisifs et se divertir en « pêchant dans des corrals [pièges pour attraper des poissons], et en grimpant aux cocotiers, dans les passe-temps desquels le violão et la samba seront accueillies avec plaisir »,.
Selon Hiram da Costa Araújo (pt), au fil des siècles, les soirées dansantes des esclaves noirs de Bahia étaient appelées « samba ». À Rio de Janeiro, cependant, le mot n'est devenu connu qu'à la fin du XIXe siècle, lorsqu'il était lié aux fêtes rurales, à l'univers noir et au « nord » du pays, c'est-à-dire Bahia.
Ainsi, le mot sambalanço est une union du mot samba — le rythme original — avec le mot balanço — représentant le swing supplémentaire que possède ce genre, car il est destiné à être dansé dans les salles de danse, sur les pistes de danse les boîtes de nuit.

## Histoire
Ce genre musical fait partie des innovations qu'a connues la samba après la Seconde Guerre mondiale, en raison de l'urbanisation croissante du pays — notamment dans l'effervescence culturelle observée dans les villes de São Paulo et de Rio de Janeiro — qui a modifié l'axe de production, consommation et le thème de la musique populaire elle-même. Ainsi, elle est apparue au début des années 1950 dans les discothèques de ces deux villes d'après la nécessité de donner plus d'impact rythmique et une nouvelle structure instrumentale à la samba, afin de permettre l'évolution des paires de danseurs sur la piste de danse. Ainsi, il montre déjà une influence du jazz.
Le premier enregistrement du genre est un disque 78 tours qui contient les chansons Samba Que Eu Quero Ver sur la face A et Bicharada sur la face B. Réalisé par Djalma Ferreira e seus Milionários do Ritmo pour le label Gravações Elétricas (label Continental), il sort en 1951,,.

## Caractéristiques
La sambalanço est un genre musical diffus, dans le sens où plusieurs artistes ont publié des chansons utilisant son langage et ses thèmes, mais sa théorisation par les chercheurs et même les critiques musicaux de l'époque n'est pas très dense, laissant le style dans l'ombre des autres manifestations musicales de l'époque, en particulier la bossa nova.

### Langage musical
Ainsi, la sambalanço présente des caractéristiques très constantes : l'utilisation d'orgues et de claviers électriques précurseurs — comme le Sonovox — pour piloter le rythme ; et des instruments à vent aux marquages rythmiques accentués, à tendance percussive et, parfois, montrant des influences de rythmes caribéens,.

### Thématique
Les thématiques du sambalanço sont variées et traitent des thèmes urbains — avec des paroles extraverties et presque toujours humoristiques — tout en faisant quelques incursions dans des thèmes habituellement proches de la samba-exaltação. Ce qui frappe, c'est l'appel aux onomatopées — telles qu'esquindô, teleco-teco ou ziriguidum — pour désigner le swing, la balance du rythme — d'où le nom du genre,.

## Discographie principale
Discographie donnée par Tárik de Souza :
- 1953 : Parada de Dança Nº 1 - Djalma Ferreira e seus Milionários do Ritmo (Musidisc)
- 1956 : Samba... Alegria do Brasil - Waldir Calmon e sua Orquestra (Discos Rádio)
- 1958 : Drink - Djalma Ferreira e seus Milionários do Ritmo (Drink Discos)
- 1959 : Drink no Rio de Janeiro - Djalma Ferreira e seus Milionários do Ritmo (Drink Discos)
- 1960 : Convite ao Drink - Djalma Ferreira e seus Milionários do Ritmo (Drink Discos)
- 1960 : Um Novo Astro - Miltinho (Rozenblit, label Sideral)
- 1960 : Se Acaso Você Chegasse - Elza Soares (Odeon Records)
- 1960 : A Bossa Negra - Elza Soares (Odeon Records)
- 1961 : Samba em Tu - Miltinho (RCA Victor)
- 1961 : Ed Lincoln, seu Piano, seu Órgão Espetacular - Ed Lincoln (Musidisc)
- 1961 : Samba é Samba - Walter Wanderley (Odeon Records)
- 1961 : João Roberto Kelly e os Garotos da Bossa - João Roberto Kelly (Rozenblit, label Mocambo)
- 1961 : Os Grandes Sucessos de Miltinho - Miltinho (RGE)
- 1962 : Novo Feito para Dançar "D" – Waldir Calmon e seu Conjunto (Copacabana)
- 1962 : Tem que Balançar – Pedrinho Rodrigues (Musidisc)
- 1962 : Jadir no Samba – Jadir de Castro (CID Entertainment, label Pawal)
- 1962 : Samba de Balanço – Luís Reis e seu Ritmo Contagiante (Philips)
- 1962 : A Chave do Sucesso – Orlandivo (Musidisc)
- 1963 : Ed Lincoln, seu Piano, seu Órgão Espetacular - Ed Lincoln (Musidisc)
- 1963 : Orlann Divo - Orlandivo (Musidisc)
- 1963 : Eu... Miltinho - Miltinho (RGE)
- 1963 : Bossa & Balanço – Miltinho (RGE)
- 1963 : Gostoso É Sambar – Dóris Monteiro (Philips)
- 1963 : Na Roda do Samba – Elza Soares (Odeon)
- 1963 : Amor Demais – Silvio Cesar (Musidisc)
- 1964 : Sem Carinho, Não – Sílvio César (Musidisc)
- 1964 : A Volta – Ed Lincoln (Musidisc)
- 1964 : Samba a 4 Mãos – João Roberto Kelly e Luís Reis (RCA)
- 1964 : Lição de Balanço – Ed Maciel, Zé Bodega, Tenório Jr., Copinha, Dom Um Romão, Rubens Bassini, Cipó, Humberto Garin, Jorginho, Dálgio e Julinho Barbosa (RGE)
- 1965 : Samba em Paralelo – Orlandivo (Musidisc)
- 1966 : Ed Lincoln - Ed Lincoln (Musidisc)
- 1968 : Ed Lincoln - Ed Lincoln (Savoya Discos)
- 1977 : Orlandivo - Orlandivo (Copacabana)
- 2005 : Samba Flex – Orlandivo (Deckdisc)

## Autres compositeurs notables
Parmi les plus notables compositeurs de sambalanço figurent également Haroldo Barbosa (pt), Luís Antônio et Luís Bandeira (pt).